# رينا كاتو
رينا كاتو (باليابانية: 加藤玲奈 ) (و. 1997  م) هي مغنية، وممثلة يابانية، ولدت في تشيبا.
.

## وصلات خارجية
- رينا كاتو على موقع IMDb (الإنجليزية)
- رينا كاتو على موقع ميوزك برينز (الإنجليزية)

- رينا كاتو في قاعدة بيانات الأفلام على الإنترنت